# Planjak (Korčula)
Planjak je nenaseljeni hrvatski jadranski otočić. Pripada Korčulanskom otočjuu Pelješkom kanalu, a nalazi se oko 700 metara istočno od obale Korčule, odnosno 200 metara južno od Badije, najvećeg otoka u otočju.
Njegova površina iznosi 0,232 km². Dužina obalne crte iznosi 1,97 km.

## Vanjske poveznice
|  | Zajednički poslužitelj ima još gradiva o temi Planjak (Korčula) |